# Franco De Pedrina

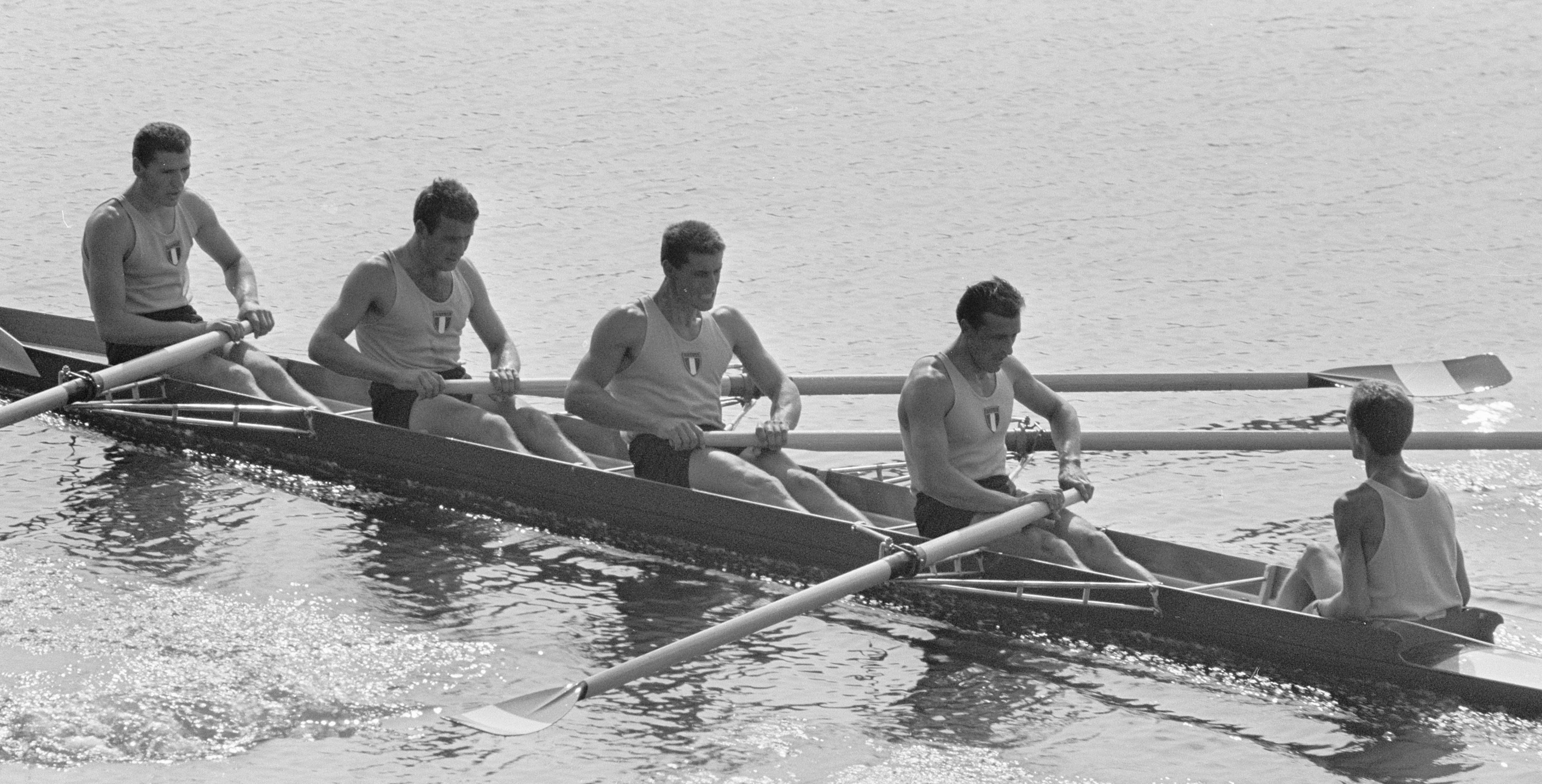
Campeonato de Europa de remo en Bosbaan, entrenamiento de Italia con timonel

Franco De Pedrina (Cino, 27 de enero de 1941) es un deportista italiano que compitió en remo.
Participó en los Juegos Olímpicos de Tokio 1964, obteniendo una medalla de plata en la prueba de cuatro con timonel. Ganó una medalla de bronce en el Campeonato Europeo de Remo de 1964.

## Palmarés internacional
| Juegos Olímpicos   | Juegos Olímpicos         | Juegos Olímpicos  | Juegos Olímpicos   |
| Año                | Lugar                    | Medalla           | Prueba             |
| ------------------ | ------------------------ | ----------------- | ------------------ |
| 1964               | Tokio (Japón)            | Medalla de plata  | Cuatro con timonel |
| Campeonato Europeo |                          |                   |                    |
| Año                | Lugar                    | Medalla           | Prueba             |
| 1964               | Ámsterdam (Países Bajos) | Medalla de bronce | Cuatro con timonel |